# Пегоньяга
Пегоньяга (итал. Pegognaga) — коммуна в Италии, располагается в регионе Ломбардия, подчиняется административному центру Мантуя.
Население составляет 6862 человека (на 2004 г.), плотность населения составляет 144 чел./км². Занимает площадь 46 км². Почтовый индекс — 46020. Телефонный код — 0376.
Соседние коммуны: Моттеджана, Гонцага, Молья, Суццара, Сан-Бенедетто-По.
Покровителем коммуны почитается святой Лаврентий, празднование 10 августа.